# Juhani Salokannel

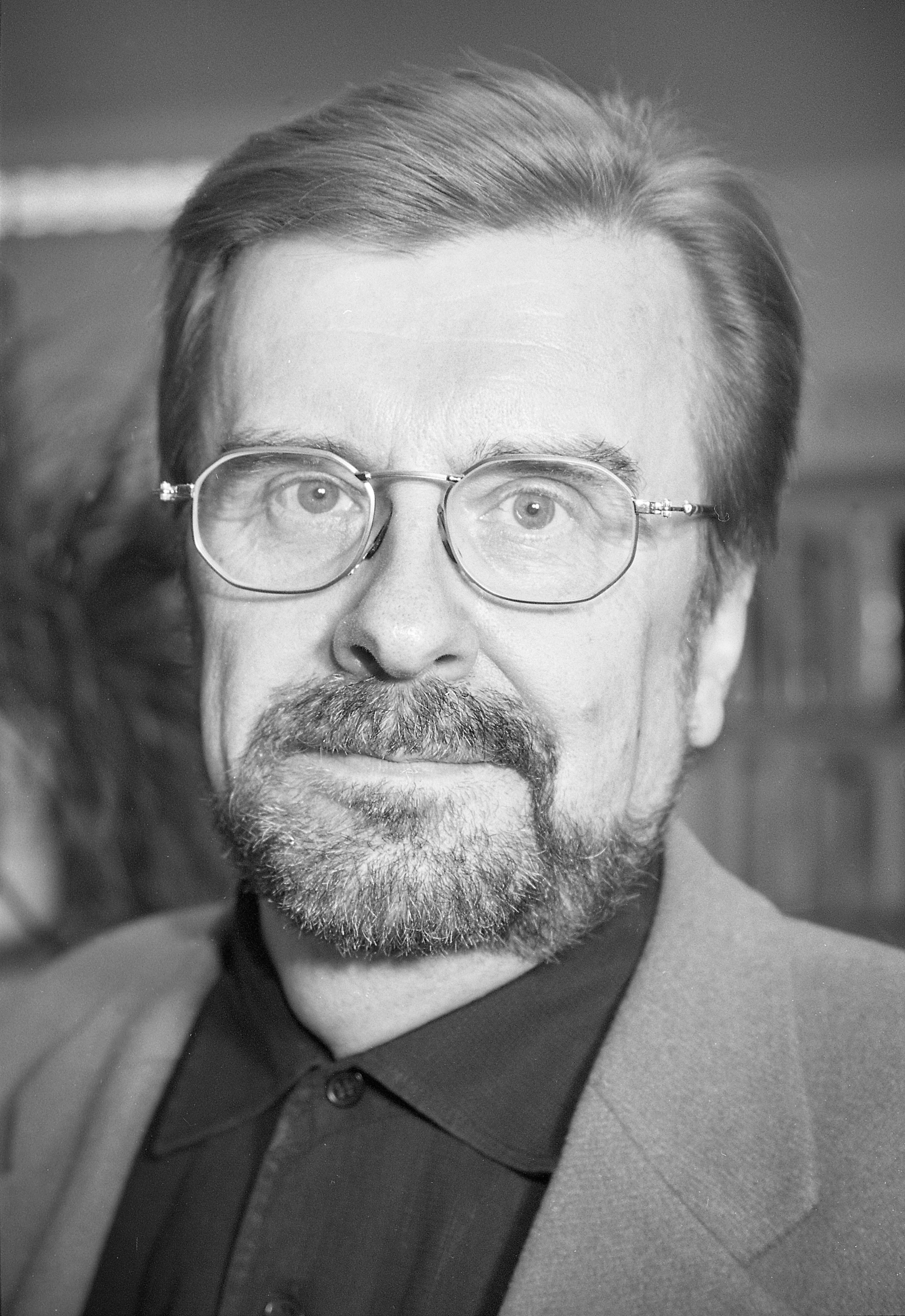
Juhani Salokannel, 1999.

Juhani Olavi Akseli Salokannel, född 28 juni 1946 i S:t Michel, är en finländsk författare och förläggare.
Salokannel blev filosofie magister 1973. Han var knuten till Gummerus förlag 1972–1979, chefredaktör för tidskriften Parnasso 1980–1986, avdelningschef vid Weilin+Göös 1987–1988 och direktör för Finlandsinstitutet i Estland 1997–2000.
Salokannel har utgett en rad novellsamlingar, romaner och kulturhistoriska verk. Som hans främsta prosainsats räknas romanen Samaa sukua (2003). Han har även sammanställt omfattande essäistiska antologier, Kirjojen kirja (1995) och Kirjojen Suomi (1996), som lyfter fram skatter både inom världslitteraturen och den nationellt finländska utgivningen.
I egenskap av översättare har Salokannel bland annat tolkat verk av Olof Lagercrantz till finska.